# Arenal de Morelos
Arenal de Morelos är en ort i Mexiko.   Den ligger i kommunen Ahualulco och delstaten San Luis Potosí, i den centrala delen av landet, 400 km nordväst om huvudstaden Mexico City. Arenal de Morelos ligger 1 995 meter över havet och antalet invånare är 150.
Terrängen runt Arenal de Morelos är kuperad åt nordost, men åt sydväst är den platt. Runt Arenal de Morelos är det ganska glesbefolkat, med 36 invånare per kvadratkilometer. Närmaste större samhälle är Ahualulco, 9,8 km öster om Arenal de Morelos. Omgivningarna runt Arenal de Morelos är i huvudsak ett öppet busklandskap.